# Jean-François Richet
Jean-François Richet, född 2 juli 1966 i Paris, är en fransk filmregissör, manusförfattare, filmproducent, och filmklippare. Han är uppvuxen i förorten Meaux, belägen öster om centrala Paris, och är bland annat känd för att vara regissör och manusförfattare på de franska kriminalfilmerna Public Enemy No. 1 – Part 1 (franska: L'Instinct de mort) och Public Enemy No. 1 – Part 2 (franska: L'Ennemi public no 1). Han har också regisserat de engelsktalande actionthrillerfilmerna Assault on Precinct 13 (nyinspelning av Attack mot polisstation 13 från 1976), Blood Father, och Plane.

## Filmografi (i urval)
- 1997 – Ma 6-T va crack-er
- 2005 – Assault on Precinct 13
- 2008 – Public Enemy No. 1 – Part 1
- 2008 – Public Enemy No. 1 – Part 2
- 2015 – En vild sommar
- 2016 – Blood Father
- 2018 – Kejsaren av Paris
- 2023 – Plane